# Friedrich Wolfgang Porsche

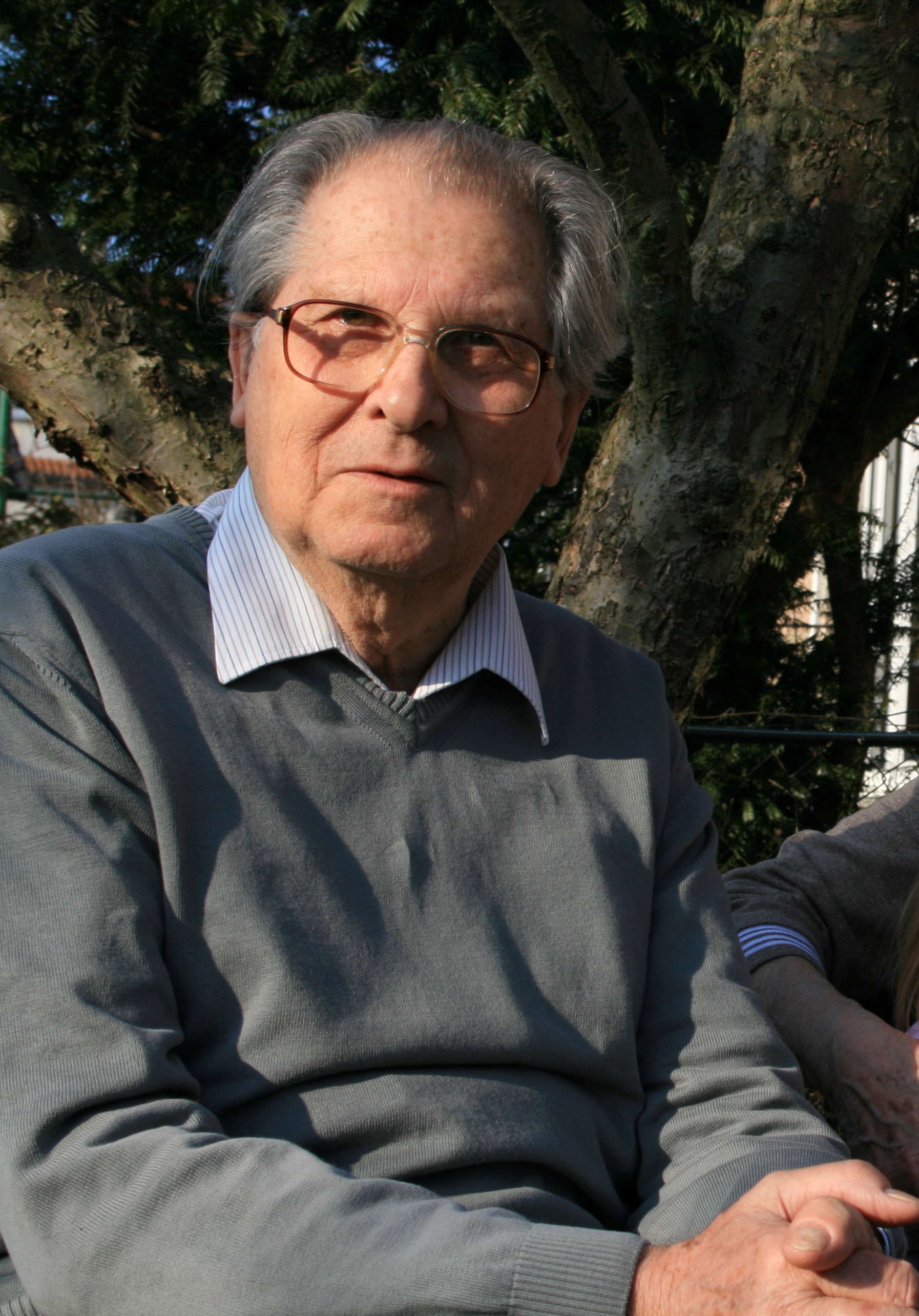
Wolfgang Porsche (2011)

Friedrich Wolfgang Porsche (* 29. März 1928 in Steinigtwolmsdorf, Oberlausitz; † 17. September 2019) war ein deutscher Agrarwissenschaftler und Getreidezüchter.

## Leben
Wolfgang Porsche ging in Dresden und Bautzen zur Schule und schloss sie mit dem Abitur ab. 1948/49 absolvierte er eine Landwirtschaftslehre und wurde anschließend Betriebsassistent in den VEG Berthelsdorf und Beicha in Sachsen. Von 1951 bis 1954 studierte er Agrarwissenschaften an der Martin-Luther-Universität Halle.
Nach dem Studium war Porsche als Anbauberater für Saatgutvermehrungen tätig. 1957 wurde er wissenschaftlicher Mitarbeiter an der Forschungsstelle für Getreidezüchtung Kloster Hadmersleben, und 1961 promovierte er im Fach Agrarwissenschaften zum Thema „Untersuchungen über den Anbauwert von Sorghum-Varietäten im mitteldeutschen Raum“. 1977 wurde er zum Professor an der Akademie der Landwirtschaftswissenschaften der DDR berufen; ab 1981 war er dort Mitglied der Sektion Züchtungsforschung.
Von 1965 bis 1990 war Porsche Leiter der Weizenzüchtung am Institut für Getreideforschung Bernburg-Hadmersleben und Vorsitzender der Züchtergemeinschaft Weizen der DDR, anschließend bis 1994 Geschäftsführer der Saatzucht-Agrar GmbH Kloster Hadmersleben und der Saatzucht Hadmersleben GmbH.
Er war verheiratet und hatte drei Kinder.

## Wissenschaftliche Leistungen
Porsche entwickelte Zucht- und Serienprüfungsverfahren für besonders ertragreiche Backweizensorten durch Selektion auf die besten Kombinationen aus Ertrag, Winterfestigkeit, Krankheitsresistenz, Auswuchsfestigkeit und Qualität. Er züchtete 23 Winter- und drei Sommerweizensorten mit großer Anbauverbreitung im In- und Ausland.
Durch Züchtung der Winterweizensorte „Alcedo“ (1974) ermöglichte er die Eigenversorgung der DDR mit Winterweizen hoher Backqualität. Er schuf die züchterischen Grundlagen einer ausgedehnten Produktion von Back- und Aufmischweizen bester Qualität für den Eigenbedarf der DDR und den Export.

## Auszeichnungen und Preise
- 1975 Verdienter Züchter
- 1976 Nationalpreis der DDR I. Klasse für Wissenschaft und Technik, gemeinsam mit den Agrarwissenschaftlern Hans-Dieter Koch, Dieter Lau, Wassyl Remeslo, Erdmute Specht und Georg Szigat
- 1984 Nationalpreis der DDR II. Klasse für Wissenschaft und Technik
- 2002 Verleihung der Ehrenmitgliedschaft in der Gesellschaft für Pflanzenzüchtung (GPZ)

## Belege
- Eiselen, Hermann: Die Neuzeit der Bäckerei : Ein Streifzug durch ihre Geschichte von 1860 bis 2005. Hrsg.: BackMedia Verlagsgesellschaft mbH, Bochum. 1. Auflage. BackMedia Verlagsges, Bochum 2006, ISBN 3-9808146-2-9.
- Gesellschaft für Pflanzenzüchtung (GPZ) - Die GPZ trauert um Prof. Dr. Friedrich Wolfgang Porsche

| Personendaten    | Personendaten                                      |
| ---------------- | -------------------------------------------------- |
| NAME             | Porsche, Friedrich Wolfgang                        |
| KURZBESCHREIBUNG | deutscher Agrarwissenschaftler und Getreidezüchter |
| GEBURTSDATUM     | 29. März 1928                                      |
| GEBURTSORT       | Steinigtwolmsdorf, Oberlausitz                     |
| STERBEDATUM      | 17. September 2019                                 |